# Льготный кредит
Льготный кредит — кредит с процентной ставкой ниже рыночной.
Это также известно как льготное финансирование.
Иногда льготные кредиты предоставляют другие льготы для заёмщиков, такие как длительные периоды погашения или отпуск по интересам. Льготные кредиты обычно предоставляются правительствами проектам, которые, по их мнению, необходимы. Всемирный банк и другие учреждения развития предоставляют льготные кредиты развивающимся странам.
Это контрастирует с «жестким» кредитом, который должен быть возвращен в согласованной твердой валюте, как правило, страны с устойчивой экономикой.
Примером льготного кредита является Экспортно-импортный банк Китая, который в октябре 2004 года предоставил Анголе льготный кредит в размере 2 млрд долл., для содействия созданию инфраструктуры; в свою очередь, правительство Анголы дало Китаю долю в поиске нефти у побережья.
Другим примером является бесплатный беспроцентный кредит 20 млрд рупий, предоставленных Азиатским банком развития правительству Западной Бенгалии (Индия) при условии, что оно будет использоваться для здравоохранения, образования и развития инфраструктуры и что правительство будет осуществлять 16 экономических реформ.

## Льготное кредитование МСП в РФ
В 2020 г. льготные кредиты МСП предоставляются в рамках реализации Правил предоставления субсидий из федерального бюджета российским кредитным организациям и специализированным финансовым обществам на возмещение недополученных ими доходов по кредитам, выданным в 2019–2024 гг. субъектам МСП, а также физическим лицам, применяющим специальный налоговый режим «Налог на профессиональный доход», по льготной ставке, утвержденных Постановлением Правительства Российской Федерации от 30 декабря 2018 г. № 1764 (далее – Правила 1764).
Конечная ставка по кредитному договору на инвестиционные цели, кредитному договору на пополнение оборотных средств и кредитному договору на рефинансирование, предоставляемым уполномоченными банками по Правилам 1764, составляет не более 8,5 % годовых и не более 9,95 % годовых по кредитному договору на развитие предпринимательской деятельности.
В соответствии с пунктом 4 Правил 1764 уполномоченный банк вправе предоставить заемщику, осуществляющему деятельность в одной или нескольких приоритетных отраслях (видах деятельности), предусмотренных Правилами 1764, льготный кредит на пополнение оборотных средств в размере от 500 тыс. рублей до 500 млн рублей на срок до трех лет, от 5 тыс. рублей до 2 млрд рублей на срок до десяти лет – на инвестиционные цели.
Для участия в реализации Правил 1764 Министерством экономического развития Российской Федерации отобрано более 90 уполномоченных банков, включая крупнейшие российские банки с развитой филиальной сетью, а также некрупные региональные банки, которые имеют опыт кредитования малого и среднего бизнеса.
Заемщик по Правилам 1764 вправе обратиться в любую из кредитных организаций, участвующих в программе в целях получения льготного кредита. При этом кредитная организация принимает решение о предоставления кредита в том числе в соответствии с правилами и процедурами, принятыми в данной кредитной организации.
В связи с неблагоприятной эпидемиологической обстановкой на территории Российской Федерации выработан План первоочередных мероприятий (действий) по обеспечению устойчивого развития экономики в условиях ухудшения ситуации в связи с распространением новой коронавирусной инфекции (далее – План).
Для реализации Плана принято Постановление Правительства Российской Федерации от 31 марта 2020 г. № 372 «О внесении изменений в Правила предоставления субсидий из федерального бюджета российским кредитным организациям и специализированным финансовым обществам на возмещение недополученных ими доходов по кредитам, выданным в 2019–2024 годах субъектам МСП, а также физическим лицам, применяющим специальный налоговый режим «Налог на профессиональный доход», по льготной ставке» (далее – Постановление 372).
Постановление 372 предусматривает оптимизацию параметров Правил 1764 в части:
– упрощения требования к заемщику (исключено требование об отсутствии задолженности по налогам, сборам, об отсутствии задолженности по заработной плате, об отсутствии просроченных на срок свыше 30 календарных дней платежей по кредитным договорам (соглашениям));
– отмены ограничения по максимально возможному объему кредитных договоров (соглашений) на рефинансирование;
– разрешено рефинансирование кредитных договоров (соглашений) на оборотные цели;
– расширена возможность получения кредитов по льготной ставке для микропредприятий в сфере торговли за счет включения возможности реализации подакцизных товаров.
В соответствии с Планом также принято постановление Правительства Российской Федерации от 2 апреля 2020 г. № 410 «Об утверждении Правил предоставления в 2020 году субсидий из федерального бюджета российским кредитным организациям на обеспечение отсрочки платежа по кредитам, выданным субъектам малого и среднего предпринимательства» (далее – Правила 410).
В соответствии с Правилами 410 субсидии предоставляются российским кредитным организациям в целях компенсации понесенных затрат получателей субсидии в связи с освобождением заемщика от платежей по начисленным процентам по кредитным договорам (соглашениям) на период не более шести месяцев (не ранее 1 апреля 2020 г. и не позднее 31 декабря 2020 г.). Срок предоставления права отсрочки платежа должен составлять шесть месяцев. При предоставлении заемщику права отсрочки платежа процентная ставка по кредитному соглашению не увеличивается. Заемщик, соответствующий требованиям, установленным пунктом 7 Правил 410, вправе обратиться в уполномоченный банк в целях получения отсрочки платежа по кредиту.